# Puščava Čolistan
Puščava Čolistan (urdujsko صحرائے چولستان‎; Saraiki چولستان روہی‎), lokalno znana tudi kot Rohi (روہی‎), je puščava v južnem delu Pandžaba v Pakistanu, ki je del Velike puščave Thar, ki sega do Provinca Sindh in indijske države Radžastan. Je ena od dveh velikih puščav v Pandžabu, druga je puščava Thal. Ime izhaja iz turške besede chol, ki pomeni 'pesek' in istan, perzijske pripone, ki pomeni 'dežela'.
Čolistan je bil središče karavanske trgovine, kar je v srednjem veku pripeljalo do izgradnje številnih utrdb za zaščito trgovskih poti - od katerih je najbolje ohranjena trdnjava Deravar.

## Geografija
Čolistan pokriva površino 25.800 km² v okrožjih Bahavalpur, Bahavalnagar in Rahim Jar Kan v južnem Pandžabu. Najbližje večje mesto je mesto Bahavalpur, 30 km od roba puščave. Puščava se razteza v dolžino približno 480 kilometrov, širina pa se giblje med 32 in 192 kilometri. Je med 27°42΄00΄΄ do 29°45΄00΄΄ severno in 69°57' 30'′ do 72° 52' 30'′ vzhodno. 81 % puščave je peščene, za 19 % pa so značilne aluvialne ravnine in majhne peščene sipine. Celotna regija je podvržena dezertifikaciji zaradi slabega vegetacijskega pokrova, ki povzroča vetrno erozijo.

### Podnebje
Podnebje v Čolistanu je označeno kot sušna in polsušna tropska puščava z zelo nizko letno vlažnostjo. Povprečna temperatura v Čolistanu je 28,33 °C, najbolj vroč mesec pa je julij s povprečno temperaturo 38,5 °C. Poletne temperature lahko presežejo 46 °C in včasih narastejo čez 50 °C v obdobjih suše. Zimske temperature občasno padejo na 0 °C. Povprečna količina padavin v Čolistanu je do 180 mm, julij in avgust sta najbolj mokra meseca, čeprav so suše pogoste. Voda se zbira sezonsko v sistemu naravnih bazenov, imenovanih Toba ali umetnih bazenih, imenovanih Kund. Podtalna voda je na globini 30–40 metrov, vendar je običajno brakična in neprimerna za rast večine rastlin.

### Čolistan vodna kriza 2022
Maja 2022 je na puščavskih območjih Čolistana v Pakistanu veliko goveda poginilo zaradi ekstremne vročine in pomanjkanja vode. Pastirji, vključno z govedorejo, so se začeli seliti iz območij s pomanjkanjem vode. Toba Salem Sar in Toba Nawa Kahu sta bili najbolj prizadeti območji, kjer je zaradi pomanjkanja vode poginilo 50 ovac, medtem ko se na prizadetih območjih zbira več podatkov.

## Geologija
Čolistan je nastal v obdobju pleistocena. Geološko je razdeljen na Veliki Čolistan in Mali Čolistan, ki ju v grobem deli suha struga starodavne reke Hakra. Veliki Čolistan je večinoma peščeno območje v južnem in zahodnem delu puščave do meje z Indijo in pokriva površino 13.600 km². Peščene sipine na tem območju dosegajo več kot 100 metrov višine. Tla v regiji so tudi zelo slana. Mali Čolistan je sušno in nekoliko manj peščeno območje, veliko približno 12.370 km², ki se razteza severno in vzhodno od stare struge reke Hakra, zgodovinsko do bregov reke Satledž.
Kakovost tal je na splošno slaba z malo organske snovi v Velikem Čolistanu in zgoščenimi aluvialnimi glinami v Malem Čolistanu. Sistem kanalov, zgrajen v času britanskega obdobja, je vodil do namakanja severnega dela Malega Čolistana.

## Zgodovina
Čeprav je Čolistan danes sušna regija, je nekoč skozenj tekla velika reka, ki so jo oblikovale vode rek Sutledža in Jamune. Skozi območje teče suha struga reke Hakra, vzdolž katere so odkrili številne naselbine civilizacije doline Inda/harapske kulture, vključno z velikim mestnim območjem Ganverival. Rečni sistem je podpiral naselja v regiji med 4000 pr. n. št. in 600 pr. n. št., ko je reka spremenila tok. Reka je nosila znatne količine vode in je tekla vsaj do mesta, kjer je zdaj trdnjava Deravar.
V 1970-ih je bilo v Čolistanu naštetih več kot 400 harapskih območij, v 1990-ih pa je bilo dodanih še 37. Visoka gostota naselij nakazuje, da je bilo to morda eno najbolj produktivnih območij civilizacije doline Inda. V postharapskem obdobju je bil Čolistan del pokopališke kulture H, ki je rasla kot preživela regionalna različica harapske kulture, ki ji je nato sledila kultura pobarvane sive keramike.
Regija je postala središče karavanske trgovine, kar je privedlo do izgradnje gostega omrežja utrdb v srednjem veku - od katerih je utrdba Deravar najbolje ohranjen primer. Druge velike utrdbe so Meergarh, Džaangarh, Marotgarh, Maudžgarh, Dingarh, Khangarh, Khairgarh, Bidžnotgarh in Islamgarh - s pripono garh, ki označuje 'utrdbo'. Te utrdbe so del poskusnega seznama Unescove svetovne dediščine in potekajo približno vzporedno z rekama Ind in Sutledž 40 milj proti jugu. Manjše utrdbe na tem območju so utrdbe Bara, Bhagla, Duheinvala, Faldži, Kandera, Liara, Murid, Mački, Navankot in Phulra.

## Gospodarstvo

### živinoreja
Hrbtenica holistanskega gospodarstva je živinoreja. Poleg živinoreje je v regiji na voljo le nekaj drugih možnosti za preživetje. Kmetijstvo stran od namakanih območij v spodnjem Čolistanu je težko zaradi pomanjkanja stalne oskrbe z vodo.
Zlasti kamele so v Čolistanu cenjene zaradi svojega mesa in mleka, uporabe kot prevoznega sredstva in za zabavo, kot so dirke in kamelji ples. V Čolistanu najdemo dve vrsti kamel: Marrecha ali Mahra se uporabljajo za prevoz ali dirke/ples. Berella se uporablja za proizvodnjo mleka in lahko proizvede 10–15 litrov mleka na dan na žival.
Živinoreja je zelo pomembna za zadovoljevanje glavnih potreb območja po domačem gospodarstvu ter za zagotavljanje mleka, mesa in maščobe. Zaradi nomadskega načina življenja je glavno bogastvo ljudi živina, ki jo redijo za prodajo, molzejo ali strižejo za volno. Še več, kot so bili izolirani, so morali biti odvisni od sebe za vse svoje potrebe, kot so hrana, oblačila in predmeti za vsakodnevno uporabo. Tako so vse njihove obrti sprva izhajale iz nuje, kasneje pa so svoje blago začeli izvažati tudi drugam. Ocenjeno število živine v puščavskih območjih je 1,6 milijona.

### Izdelki iz bombaža in volne
Čolistan proizvaja zelo vrhunsko vrsto volne za preproge v primerjavi s tisto, ki se proizvaja v drugih delih Pakistana. Iz te volne pletejo čudovite preproge, odeje in druge volnene predmete. To vključuje tudi odeje, ki so tudi lokalna nuja za puščavo, saj ni vedno prah in vročina, vendar so tudi zimske noči tukaj zelo mrzle, običajno pod lediščem. Khes in pattu sta prav tako izdelana iz volne ali bombaža. Khes je oblika odeje s črno belim poljem, pattu pa ima belo podlago. Čolistan zdaj volno prodaja, ker prinaša največji dobiček.

### Tekstil
Lahko omenimo, da so bile bombažne tkanine vedno zaščitni znak civilizacije doline Inda. Za lokalno porabo izdelujejo različne vrste tkanin iz khaddarja, tu pa tkejo fino posteljnino in grobe hlače iz khaddarja. Čudovito blago, imenovano Sufi, je tkano iz svile in bombaža ali z bombažnim ovojem in svileno volno. Garge so narejene s številnimi vzorci in barvami, imajo zapleteno vezenje. Ajrak je še ena specialiteta Čolistana. Gre za posebno in občutljivo tehniko tiska na obe strani blaga v indigo modro-rdečih vzorcih, ki prekrivajo osnovno blago. Tu izdelujejo tudi bombažne turbane in šale. Čunri je druga oblika dopat, ki ima na sebi nešteto barv in vzorcev, kot so pike, kvadrati in krogi.

## Ljudje
Po popisu iz leta 1998 je v Pakistanu živelo skupaj 128.019 ljudi, z oceno leta 2015 229.071, od tega 70 % v Malem Čolistanu. Povprečna velikost gospodinjstva je 6,65.

### Domače obrti
Kot je bilo omenjeno zgoraj, so dolino Inda vedno zasedala tavajoča nomadska plemena, ki imajo radi izolirana območja, saj jim takšna območja omogočajo življenje brez tujih vdorov, kar jim omogoča vzpostavitev lastnih individualnih in edinstvenih kultur. Tudi Čolistan je bil do obdobja mogulske vladavine izoliran od zunanjih vplivov. Med vladavino mogulskega cesarja Akbarja je postalo prava proizvodna enota. Celotnemu območju je vladala množica kraljev, ki so varno varovali svoje meje. Vladarji so bili veliki meceni umetnosti, različne obrti pa so se razvijale sočasno in vzporedno ter vplivale druga na drugo. Zidarji, kamnoseki, obrtniki, umetniki in oblikovalci so začeli obnavljati stara in nova mesta, s tem pa so zacvetela nova dvorišča, slike, tkalstvo in lončarstvo. V tej fazi so se močno razvila področja arhitekture, kiparstva, terakote in lončarstva.

### Kamelji izdelki
Prebivalci puščave zelo cenijo kamele. Kamele niso uporabne samo za prevoz in nakladanje, ampak sta tudi njihova koža in volna precej dragoceni. Kamelja volna se prede in tke v čudovite volnene odeje, znane kot lažne odeje, ter v elegantne in trpežne preproge. Kamelje usnje se uporablja tudi za izdelavo kap, čaš in dragih senčnikov.

### Usnjeni izdelki
Usnjarstvo je še ena pomembna lokalna domača dejavnost zaradi velikega števila živine. Poleg zgoraj omenjenih izdelkov je Khusa (čevlji) posebnost tega območja. Čolistanski khuse so zelo znani po kakovosti izdelave, raznolikosti in bogastvu dizajnov, zlasti če so šivani in vezeni z zlatimi ali živobarvnimi nitmi.

### Nakit
Prebivalci Čolistana imajo radi nakit, zlasti zlat. Glavni okraski, ki jih izdelujejo in nosijo, so Nath (cvetlični šopek), Katmala (ogrlica), Kangan (zapestnica) in Pazeb (gležnjarji). Zlate in srebrne zapestnice so prav tako izdelek Čolistan. Domačini podobno delajo z emajlom, izdelujejo emajlirane gumbe, uhane, zapestnice in prstane.

## Ekologija

### Rastlinstvo
Podtalna voda v Čolistanu je običajno brakična in neprimerna za rast večine rastlin. Domača drevesa, grmičevje in trave so odporne na sušo. V Čolistanu je 131 rastlinskih vrst iz 89 rodov in 24 družin. Najpogostejši med njimi so;
1. Prosopis cineraria
2. Haloxylon salicornicum Cholistan Desert Rangelands | Oddelek za gozdove, divje živali in ribištvo
3. Cenchrus ciliaris Cholistan Desert Rangelands | Oddelek za gozdove, divje živali in ribištvo

Pakistanski svet za raziskave vodnih virov (PCRWR) je razvil umetni gozd, imenovan Dingarh, na več kot 100 ha. Sipine so bile pritrjene in stabilizirane z mehanskimi in vegetativnimi sredstvi, območje pa je zdaj pokrito z drevesi s sadovnjaki zizifusa, datljevimi palmami in travniki, poraslimi z zbrano deževnico in slano podtalnico.

### Živalstvo
Živalski svet puščave Čolistan večinoma sestavljajo ptice selivke, zlasti ovratničarka (Chlamydotis undulata), ki se v ta del seli pozimi. Ta vrsta ptic je najbolj znana v lovni sezoni, čeprav so glede na Rdeči seznam IUCN v Pakistanu ogrožene (ranljive po vsem svetu). Njihova populacija se je zmanjšala s 4746 leta 2001 na le nekaj deset v zadnjem času. Decembra 2016 so katarskemu princu zavrnili dovoljenje za lov zaradi ogroženosti vrste. Drugi princ, dr. Fahad, je bil kaznovan z 760 $ in vse ptice, ki jih je ujel, so bile izpuščene za lov brez dovoljenja in licence.
Nekaj ogroženih vrst v tej puščavi je antilopa činkara (Gazella bennettii), velika indijska droplja (Ardeotis nigriceps) in nilgav (Boselaphus tragocamelus) itd. Populacija činkare se je zmanjšala s 3000 leta 2007 na nekaj več kot 1000 leta 2010 zaradi nedovoljenega lova te vrste s strani vplivne politične družine.

## Terakota
Indska civilizacija je bila eno najzgodnejših središč lončarstva, zato ima lončarstvo v Čolistanu dolgo zgodovino. Lokalna zemlja je zelo fina in primerna za izdelavo keramike. Drobnost zemlje je mogoče opaziti na hišah Kača, ki so dejansko ometane z blatom, vendar izgledajo kot pobeljene. Glavni čolistanski keramični izdelki so njihove posoda  in kozarci, izjemni zaradi svoje lahkosti in fine končne obdelave.
V prejšnjih časih se je razvila le umetnost lončarstva in terakote, od 7. stoletja pa je bilo zaradi okrepljenih verskih strasti in kopičenja bogastva v mestih zgrajenih tudi veliko število templjev in podob.